# Dynamite (bài hát của Afrojack)
"Dynamite" là một bài hát của nam DJ người Hà Lan Afrojack hợp tác cùng rapper người Mỹ Snoop Dogg được phát hành vào 17 tháng 4, năm 2014, là đĩa đơn thứ ba nằm trong album Forget the World (2014). 

## Xếp hạng
| Xếp hạng (2014)                                  | Vị trí cao nhất |
| ------------------------------------------------ | --------------- |
| Bỉ (Ultratip Flanders)                           | 72              |
| Belgium Dance Bubbling Under (Ultratop Flanders) | 18              |
| Hà Lan (Single Top 100)                          | 76              |
| Ukraine (FDR Music Charts)                       | 1               |